# Jacques Basnage
Jacques Basnage (født 8. august 1653, død 23. september 1723) var en fransk reformert teolog.
Basnage blev født i Rouen. Efter at have studeret i Saumur,Genève og Sedan blev han præst i sin fødeby; men ved det nantiske edikts ophævelse i 1685 blev han fordrevet til Holland, hvor han 1691 blev præst i Rotterdam og 1709 i Haag. 
Generalstaterne udnævnte Basnage til historiograf og overdrog ham flere diplomatiske hverv. Selv den franske regering brugte ham ved underhandlinger med Holland, og da den frygtede en ny opstand af Cevennerprofeterne, henvendte den sig ikke forgæves til Basnage. 
Af hans Værker må nævnes Histoire de l’église (I-II, 1699 og senere), hvor han tager sigte på Bossuets opfattelse af kirkehistorien, og Histoire de la religion des juifs (1707). 